# Lac Ouachita
Le lac Ouachita est une étendue d'eau créée par la construction d'un barrage sur la rivière Ouachita. Ce lac artificiel est situé entièrement dans l'État de l'Arkansas aux États-Unis. La ville la plus proche est Hot Springs.
Le lac Ouachita a une superficie de 160 km² et la longueur de sa rive périphérique mesure 1110 kilomètres. 
Sa profondeur maximale est de 61 mètres. 
Deux cents îles effleurent à sa surface.
Dans ce lac vivent des méduses, des éponges Porifera et des plantes aquatiques vivaces telles que la Myriophylle en épis ou l'hydrilla.
Autour du lac s'étend la Forêt nationale d'Ouachita, zone forestière protégée des États-Unis.